# Gustav Zimmermann (Mediziner)
Gustav Heinrich Eduard Zimmermann (* 27. Januar 1817 in Stettin; † 19. August 1866 in Prerau in Mähren) war ein deutscher Militärarzt.

## Leben
Gustav Zimmermann war studierter Mediziner und schlug eine Militärkarriere ein. Er war der Stabs- und  Bataillonsarzt vom 1. Bataillon des 4. Garde-Landwehr-Regiments mit Standort in Hamm in Westfalen. Der Bataillonsarzt Zimmermann hatte am 19. November 1850 die Tochter des Gymnasialdirektors Friedrich Kapp, Berta Ernestine Ida Kapp (1827–1891), geheiratet. Im Zuge der Reformierung und Umgliederung der Preußischen Armee verließ er diesen Verband am 1. Mai 1860 und zog zu seinem neuen Standort in Halle (Saale). Als Oberstabsarzt wurde Zimmermann 1862 nach Danzig versetzt. Im Jahr 1866 brach der Krieg mit Österreich aus. Zimmermann, zuletzt Oberstabs- und Chefarzt des 2. schweren Feldlazaretts des I. Armee-Korps, nahm daran teil und starb am 19. August 1866 in Prerau an der Cholera.
Wissenschaftlich hat sich Zimmermann vor allem mit dem Blut beschäftigt und darüber publiziert. Zeitweise gab er auch die Zeitschrift „Archiv für Pathologie und Therapie“ heraus. Allerdings blieb seine Anerkennung in Fachkreisen gering, weil er Medizinisches mit naturphilosophischen Ansichten mischte und auch seine fachlichen Ansichten teilweise auf Ablehnung stießen. 
Sein erster Sohn war der Königliche Geheime Baurat und Stettiner Schiffbaudirektor Robert Zimmermann (1851–1912).

## Werke
- Die Methode der Blutanalyse. Hamm 1855.
- Klinische Untersuchungen zur Fieber-, Entzündungs- u. Krisenlehre. Hamm 1854.
- Ueber die Analyse des Blutes und die pathologischen Krasenlehren: nebst Beiträgen zur Physiologie der dyskrasischen Processe. Reimer, Berlin 1847.
- Zur Analysis und Synthesis der pseudoplastischen Prozesse im Allgemeinen und einiger im Besonderen. Reimer, Berlin 1844.
- De arsenico. Dissertation, Berlin 1841.